# Be My Girl
Be My Girl, född 13 juni 2011, är en fransk varmblodig travhäst. Hon tränades av Philippe Allaire och kördes av Joseph Verbeeck.
Hon började tävla 2013 och inledde med fem raka segrar. Hon sprang under sin karriär in 238 350 euro på 11 starter varav 6 segrar och 2 andraplatser.
Be My Girl tog karriärens största segrar i Prix Gélinotte (2014). Samt segrat i Prix Undina (2013), Prix Marcel Dejean (2013), Prix Vourasie (2013) och på andraplats i Prix Une de Mai (2013) och Prix Uranie (2019).

## Statistik
| Statistik för Be My Girl (Ref.) | Statistik för Be My Girl (Ref.) | Statistik för Be My Girl (Ref.) | Statistik för Be My Girl (Ref.) | Statistik för Be My Girl (Ref.) | Statistik för Be My Girl (Ref.) |
| ------------------------------- | ------------------------------- | ------------------------------- | ------------------------------- | ------------------------------- | ------------------------------- |
| Starter                         | Placeringar                     | Startprissumma                  | Segerprocent                    | Platsprocent                    | Rekord                          |
| 11                              | 6-2-0                           | 238 350 euro                    | 55 %                            | 73 %                            | 1.13,8ak,                       |

### Större segrar
| År   | Lopp               | Kusk            | Vinstbelopp | Grupp   |
| ---- | ------------------ | --------------- | ----------- | ------- |
| 2013 | Prix Marcel Dejean | Joseph Verbeeck | 36 000 EUR  | Grupp 3 |
| 2013 | Prix Vourasie      | Joseph Verbeeck | 36 000 EUR  | Grupp 3 |
| 2014 | Prix Gélinotte     | Joseph Verbeeck | 54 000 EUR  | Grupp 2 |